# Парадоксално цурење мокраће
Парадоксално цурење мокраће (лат. ischuria paradoxa)  је невољни облик истицања мокраће изазвано препуњеном мокраћом бешиком (нпр. код ретенције мокраће). Како се овај поремећај одвија постепено, пацијент на крају губи осећај да је бешика пуна, због отсуства вољног пражњења део мокраће може неконтролисано да изађе из мокраћне бешике (пуна бешика се „прелива“). Пацијент ће често цурење доживљавати каолични проблем, при чему занемарују чињеницу да је  неадекватно пражњење итзазвано болешчу, па отуда и назив парадоксално цурње.
Неискусни дијагностичар понекад може помешати парадоксално цурење мокраће са инконтиненцијом или веома честим мокрењем (при чему, за разлику од парадоксалног цурења мокраће код ретенције, мокраћа стално цури, али је бешика празна).

## Етиопатогенеза
Парадоксалног цурења мокраће се може јавити код  пацијената са:
- обољењем простате због неадекватног пражњења мокраћне бешике, тако да у бешици увек постоји велика количина мокраће чак и након посете тоалету.

- сужења уретре,
- тумором карлице (посебно гинеколошких код жена), пролапса карличних структура или током трудноће.

- конгениталним опструкцијама уретре  код дечака, посебно оних на задњем уретралном сфинктеру.

## Клиничка слика
Када бешика непрекидно садржи пуно мокраће, мишић бешике се може неконтролисано контраховати. Ово узрокује да се пуна мокраћна бешика "препуни", што пацијент често доживљава као цурење мокраће као проблем, изазван недадекватним пражњењем мокраћне бешике. Код таквих особа због константно велике количине мокраче у бешици, они имају осећај мокрења чак и након посете тоалету